# Kenneth Nilsson
Kenneth Nilsson, född 1937 död 2016, var datalog och läroboksförfattare. Han studerade matematik, fysik och numerisk analys på Lunds Universitet, där han arbetade som lärare.
Åren 1965-1968 implementerade han på Carl-Erik Fröbergs initiativ tillsammans med Leif Robertsson en kompilator för COBOL för datorn SMIL.
År 1969 utgav Nilsson tillsammans med Sten Henriksson och Axel Ruhe en Lärobok i COBOL under pseudonymen Anna Lysegård.
Tillsammans med Jan Annerstedt, Sten Henriksson och Lars Forssberg skrev han boken Datorer och politik år 1970.
Han anställdes år 1976 som lektor i numerisk analys vid Umeå Universitet där han arbetade fram till sin pensionering år 2004. Flera av hans böcker är skriva under pseudonymen Anna Lysegård som var ett alias han använde tillsammans med Sten Henriksson och Axel Ruhe när de författade böcker tillsammans. Hans efterlämnade arkiv finns på Umeå Universitet.